# Gevangenissen in de provincie Guizhou
Deze pagina is een lijst van gevangenissen in de provincie Guizhou in China.
- Detachement van jeugdige delinquenten Guizhou
- Gevangenis van Anshun
- Gevangenis van Beidoushan
- Gevangenis van Bijie
- Gevangenis van Chishui
- Gevangenis van Dadongla
- Gevangenis van Dafang
- Gevangenis van Danzhai
- Gevangenis van Dongpo
- Gevangenis van Duyun
- Gevangenis van Fuquan
- Gevangenis van Guangshun
- Gevangenis van Guiyang
- Gevangenis van Haizi
- Gevangenis van Jinhua
- Gevangenis van Jinxi
- Gevangenis van Kaili
- Gevangenis van Ninggu
- Gevangenis van Pingba
- Gevangenis van Pu'an
- Gevangenis van Qinglong
- Gevangenis van Shazishao
- Gevangenis van Songlin
- Gevangenis van Taiping
- Gevangenis van Tian'gou
- Gevangenis van Tongren
- Gevangenis van Wangwu
- Gevangenis van Weining
- Gevangenis van Weng'an
- Gevangenis van Xifeng
- Gevangenis van Xingyi
- Gevangenis van Yang'ai
- Gevangenis van Yudong
- Gevangenis van Zhongzhuang
- Gevangenis van Zunyi